# リッチー・クレチアン式望遠鏡

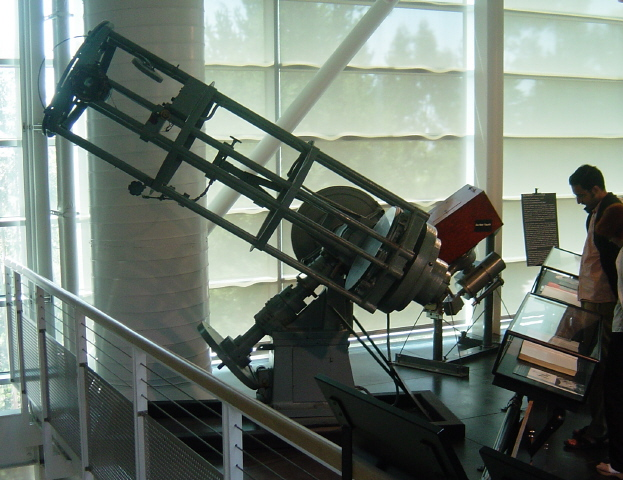
最初に製作されたリッチー・クレチアン式望遠鏡、60cm

光路図

リッチー・クレチアン式望遠鏡（Ritchey–Chrétien telescope ）はジョージ・ウィリス・リッチーとアンリ・クレチアンにより考案された反射望遠鏡の一形式である。

## 発明
父が機械メーカーに勤めており天文ファンであったことから、ジョージ・ウィリス・リッチーは若い頃から天文学に興味を持っていた。
放物面鏡を1面しか使わないニュートン式望遠鏡では広い視野は得られず、これは副鏡に凸双曲面を使うカセグレン式望遠鏡でも同様である。リッチーはアンリ・クレチアンとともに最初から2面を球面収差とコマ収差の補正に積極的に使用し主鏡副鏡とも極めて双曲面に近い高次非球面とし、広写野でアプラナートのカスグラン系反射望遠鏡を開発、レジオンドヌール勲章を得た。
1934年アメリカ海軍天文台に設置された40in（102cm）望遠鏡はジョージ・ウィリス・リッチー自身の製作によるリッチー・クレチアン式望遠鏡である。焦点距離は680cm。像面湾曲は強く、我慢しても視直径約40分しか使用できなかった。

## 機構
主鏡が凹面、副鏡が凸面であり、どちらも双曲面に似た非球面である。カセグレン式望遠鏡に似ているが、収差補正は全く異なる。球面収差もコマ収差もなく、従って視野周辺でもシャープであるが、強い像面湾曲と非点収差がある。

## 準リッチー・クレチアン式望遠鏡
像面湾曲が強いこと、主鏡の双曲面鏡研磨が困難であったことからその後約30年も製作されなかった。しかし補正レンズの研究が進歩し、またパーキン・エルマーのA・オフナーが双曲面の精密検査法であるオフナー法を発明したことで、原型のままでなく補正レンズを加えて反射屈折望遠鏡として使われるようになった。補正レンズを加えた反射屈折光学系を「準リッチー・クレチアン系」と呼ぶ。近年脚光を浴び、建設される望遠鏡の半数はこれら準リッチー・クレチアン系の光学系である。